# Sereíba
Avicennia germinans (L.) L., também conhecido como Avicennia nitida Jacq. e Avicennia tomentosa Jacq., é uma árvore típica da vegetação de mangue. É conhecida popularmente como sereíba, siriúba, siriúva, siribeira, saraíba e mangue-branco. Possui pequeno diâmetro, madeira dura, flores pequenas em racemo e frutos moles e achatados em formato de drupa.
Como muitas outras espécies de mangue, ele se reproduz por viviparidade. As sementes são envoltas em um fruto, que revela a plântula germinada quando ela cai na água. Diferentemente de outras espécies de mangue, ele não se desenvolve em raízes de sustentação, mas possui pneumatóforos que permitem que suas raízes respirem mesmo quando submersas. É uma espécie resistente e expele o sal absorvido principalmente por suas folhas coriáceas.[carece de fontes?]
O nome "mangue preto" refere-se à cor do tronco e do cerne. As folhas geralmente parecem esbranquiçadas devido ao sal excretado à noite e em dias nublados. É frequentemente encontrado em sua área nativa com o mangue vermelho (Rhizophora mangle) e o mangue branco (Laguncularia racemosa). Os manguezais brancos crescem no interior a partir dos manguezais pretos, que por sua vez crescem no interior a partir dos manguezais vermelhos. As três espécies trabalham juntas para estabilizar a linha costeira, fornecer amortecedores contra tempestades, reter detritos e detritos trazidos pelas marés e fornecer alimentação, reprodução e áreas de berçário para uma grande variedade de peixes, moluscos, pássaros e outros animais selvagens.[carece de fontes?]

## Etimologia
"Sereíba", "siriúba", "siriúva" e "saraíba" provêm do tupi siri'uba, que significa "árvore do siri".

## Habitat
É menos tolerante a condições altamente salinas do que outras espécies que ocorrem em ecossistemas de mangue. Pode atingir de 10 a 15 metros de altura, embora seja um pequeno arbusto nas regiões mais frias de sua área de distribuição. As sementes germinam no meio do verão, mas podem ser vistas durante todo o ano nas árvores. Depois de liberadas, as sementes podem permanecer viáveis por mais de um ano.[carece de fontes?]

## Madeira
O cerne é marrom-escuro a preto, enquanto o alburno é marrom-amarelado. Ela tem a propriedade incomum de ter o cerne menos denso do que o alburno. O alburno afunda na água, enquanto o cerne flutua. A madeira é forte, pesada e dura, mas é difícil de ser trabalhada devido ao seu grão entrelaçado e é um pouco difícil de ser acabada devido à sua textura oleosa. Os usos incluem postes, estacas, carvão vegetal e combustível. Apesar de crescer em um ambiente marinho, a madeira seca está sujeita ao ataque de brocas marinhas e cupins. Como muitas espécies, ela contém taninos na casca e tem sido usada para curtir produtos de couro.[carece de fontes?]